# ماركوس شيرير
ماركوس شيرير (بالألمانية: Markus Scherer)‏ هو مصارع رياضي ألماني، ولد في 20 يونيو 1962 في لودفيغسهافن في ألمانيا.

## وصلات خارجية
- ماركوس شيرير على موقع قاعدة بيانات المصارعة الدولية (الإنجليزية)
- ماركوس شيرير على موقع أوليمبيديا (الإنجليزية)